# معركة بانكوان
```
معركة بانكوان (الصينية المبسطة: 阪 泉 之 战؛ الصينية التقليدية: 阪 泉 之 戰) هي أول معركة في التاريخ الصيني كما سجلها المؤرخ الكبير 
سيما شيان
 في سجلاته. حارب 
هوان جي دي
، الإمبراطور الأصفر، وياندي (يان)، إمبراطور اللهب. قد تشير «معركة بانكوان» في الواقع إلى ثلث سلسلة من ثلاث معارك. قاتل الإمبراطور الأصفر بعد ذلك بفترة وجيزة شي يو في 
معركة زولو
. تم خوض كلا المعارك على مسافات بعيدة، وفي السهول القريبة، وشارك الإمبراطور الأصفر. يرجع الفضل في معركة بانكوان لتشكيل قبيلة هواشيا، أساس الحضارة الصينية هان.
```

لا يعرف الكثير عن هذه المعركة لأن، الأحداث في هذه الحقبة، غائمة بالأساطير. وبالتالي، فإن الدقة التاريخية لحسابات هذه المعركة متنازع عليها. تاريخ المعركة تضعه التقاليد التاريخية الصينية في القرن السادس ق.م.

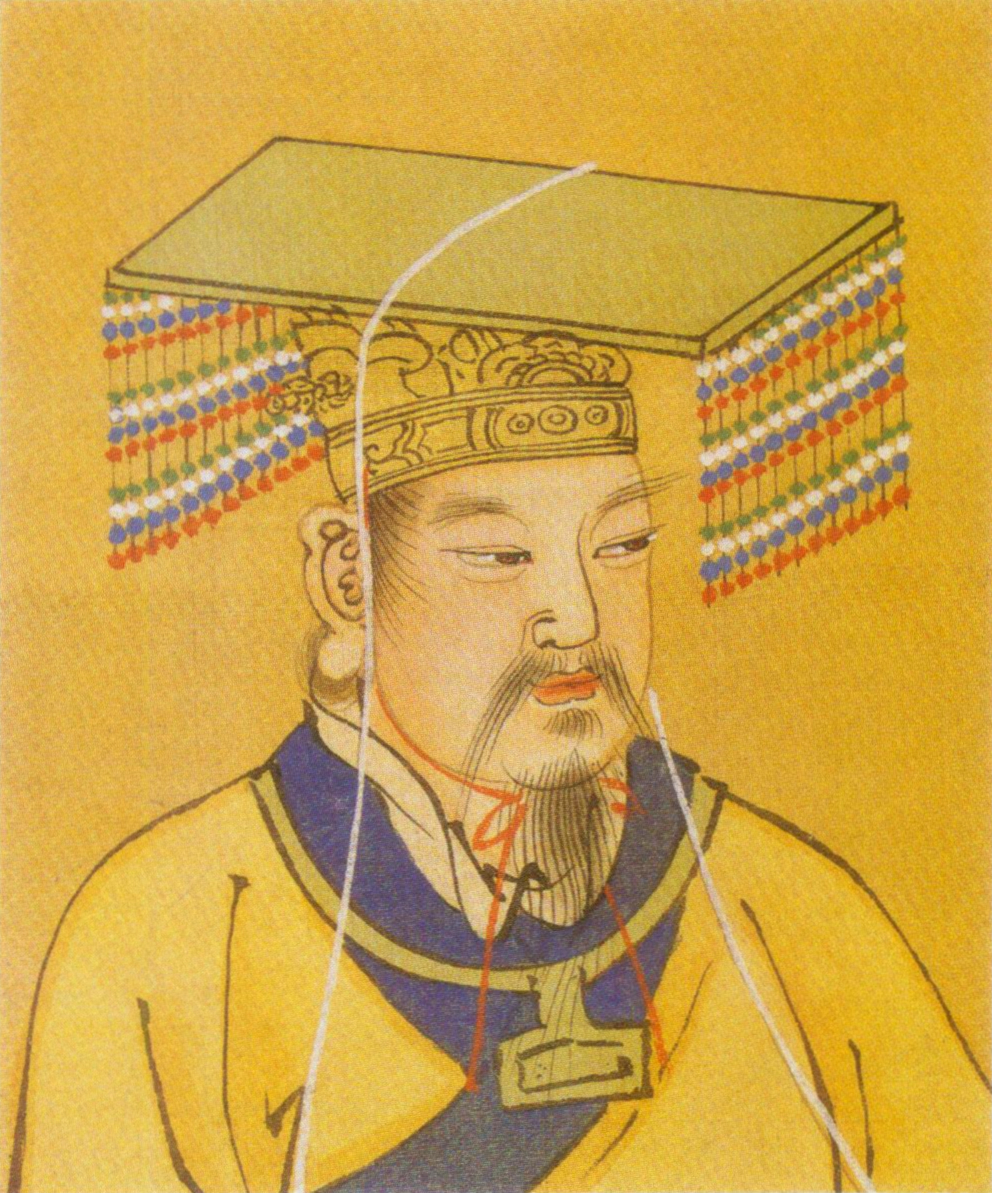
هوان جي دي (الإمبراطور الاصفر)

كانت قبائل شينونغ في الأصل فرعاً من السكان الزراعيين المتأخرين في العصر الحجري الحديث من سهل قوانتشونغ في الغرب، والذين توسّعوا عبر هضبة اللوس قبل أن يغامروا في نهاية المطاف شرقًا وراء جبال تايهانغ. كانت القبيلة في صراع مع القبائل المتوسعة الأخرى في ذلك الوقت، مثل قبائل جيولي التي يقودها شي يو، وقبائل يوشونغ بقيادة الإمبراطور الأصفر. كانت أول شعلة للإمبراطور في الحرب مع شي يو لكن هزم، وفي التراجع جاء إلى صراع إقليمي ضد الإمبراطور الأصفر، رفع الإمبراطور الأصفر الجيوش ضد شينونغ.
جيوش الإمبراطور الأصفر، كانت تحت قيادة طيور الدب الأسود (熊)، الدب البني (羆)، باكسيو (貔貅)، النمر (貙) والفهد (虎)، التقى جيوش شينونغ في بانكوان وكانت أول معركة واسعة النطاق في التاريخ الصيني. بعد ثلاثة ارتباطات رئيسية، خسر إمبراطور اللهب المعركة وسلّم القيادة إلى الإمبراطور الأصفر. بعد ذلك قامت قبائل يوشونغ وشينونغ بالتحالف، لتشكيل قبائل يانهونج، وتضم القبائل الصغيرة المحيطة بهم.
وسرعان ما لفت انتباه قبيلة يانهونج توسع حقد شي يو الذي هاجم أراضي شينونغ مرة أخرى. ثم ردت قبيلة يانهونج بمواجهة شي يو في معركة زولو، فانتصرت قبيلة يانهونج. ثم كان يمكن لقبيلة يانهونج أن تتوسع شرقا دون عائق، وسرعان ما تشكلت ما أصبح يعرف باسم حضارة هواشيا، التي كانت مقدمة لحضارة هان الصينية. وحتى يومنا هذا ما زال الشعب الصيني يطلق على نفسه اسم «أحفاد يان وهوانغ».

## الصراع الرئيسي الأول
في 2500 قبل الميلاد، كانت الحرب الأولى في الصين هي معركة بانكوان. هذه الحرب في الصين خاضها هوان جي دي، الإمبراطور الأصفر ويان، إمبراطور اللهب. كانت قبيلة شينونج عبارة عن مجموعة من البدو (الأشخاص الذين ينتقلون حسب الموسم للحصول على الطعام) من الغرب دخلوا سهل شمال الصين. بعد أجيال، كانت القبيلة في صراع مع القبائل الأخرى في ذلك الوقت. مثل قبائل جيولي التي يقودها شي يو، ويوشونغ بقيادة الإمبراطور الأصفر، الذي قام بتربية الجيوش ضد شينونج. اجتمعت جيوش يوشونغ وجيوش شينونج في بانكوان وكانت أول معركة واسعة النطاق في التاريخ الصيني. بعد ثلاثة ارتباطات رئيسية، خسرت قبائل شينونج المعركة ثم تحالفت قبائل شينونج مع الإمبراطور الأصفر. ثم شكلت القبائل قبيلة جديدة تسمى قبيلة هواشيا، وتوحدت القبائل الصغيرة من حولهم.

## موقع المعركة
الموقع الفعلي لبانكان، حيث خاضت هذه المعركة من المحتمل ان يكون من الثلاثة:
1. جنوب شرق زولو وخبي
2. قرية بانكوان في منطقة يانتشينغ، بكين
3. مقاطعة شيجو، يونتشنغ، شانشي

ومن بين المناطق الثلاثة، يعتبر الموقع الثالث هو الأكثر احتمالا لأن الاثنين الآخرين سيعنيان أن على القوتين أن يسافرا شمالا للالتقاء ببعضهما البعض، وهو أمر غير عملي.

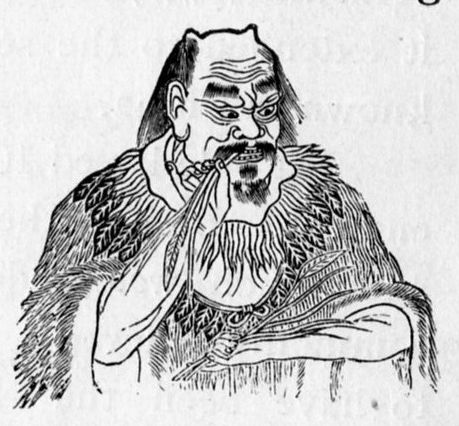
الإمبراطور يان (إمبراطور اللهب)

والاحتمال الآخر هو أن الثلاثة جميعهم على صواب، لأن سيما شيان يتفق على ما جرى في سلسلة من ثلاث معارك بين هوان جي دي (الإمبراطور الأصفر) وياندي (الإمبراطور يان، إمبراطور اللهب).